# Fossá
Fossá – opuszczona wioska na Wyspach Owczych, na wyspie Borðoy, na północ od Norðdepil. Miejscowość leży w pobliżu miejsca, gdzie kilka wodospadów spotykają się z morzem, stąd nazwa. Fossá została założona około roku 1860 jako niðursetubygd (norw. nedsettelsesbygd miejscowość 'redukująca' ), ale teraz jest opuszczona.